# De Kiel
De Kiel is een plaats in de gemeente Coevorden, provincie Drenthe (Nederland). Het is ongeveer 2 km ten noorden van Schoonoord gelegen.
De plaats dankt zijn naam aan het kielvormige "kruispunt" van enkele wegen. Op dit punt was een "zevenlandenpunt", waar zeven boermarken bij elkaar kwamen. Op dit punt staat de Zevenmarkensteen.
De Kiel is de noordelijkste plaats van de gemeente en grenst direct aan het dorp Eeserveen in de gemeente Borger-Odoorn.

## Geboren in De Kiel
- Klaas Wilting (1943), oud-politievoorlichter en presentator[2]

Plaatsen: Aalden · Achterste Erm · Benneveld · Coevorden · Dalen · Dalerpeel · Dalerveen · De Kiel · Diphoorn · Eldijk · Erm · Gees · Geesbrug · 't Haantje · Holsloot · Langerak · Meppen · Nieuwe Krim · Nieuwlande (deels) · Noord-Sleen · Oosterhesselen · Schoonoord · Sleen · Steenwijksmoer · Stieltjeskanaal · Veenhuizen · Wachtum · Wezup · Wezuperbrug · Zweeloo · Zwinderen

Overige: Ballast · De Haar · De Mars · Den Hool · Kibbelveen · Klooster · Padhuis · Pikveld · Schimmelarij · Vlieghuis · Weijerswold

Drenthe: Steden en dorpen      Nederland: Provincies · Gemeenten